# Tourterelle à poitrine rose
Streptopelia lugens
Espèce
Statut de conservation UICN

 LC  : Préoccupation mineure
La Tourterelle à poitrine rose (Streptopelia lugens) est une espèce d'oiseau appartenant à la famille des Colombidés.
Son aire s'étend à travers les forêts montagneuses d'Afrique de l'Est et du sud-ouest de la péninsule arabique.